# Siboglinidae
Siboglinidae, ook bekend als baardwormen, is een familie van borstelwormen uit de orde van de Sabellida.
In het verleden werd de stam Pogonophora binnen het dierenrijk onderscheiden. Tegenwoordig worden ze samen met de voormalige stam Vestimentifera ingedeeld in de familie van de Siboglinidae.

## Geslachten
- Alaysia
- Arcovestia
- Birsteinia Ivanov, 1952
- Bobmarleya Hilario & Cunha, 2008
- Choanophorus Bubko, 1965
- Crassibrachia
- Cyclobrachia Ivanov, 1960
- Diplobrachia Ivanov, 1959
- Escarpia Jones, 1985
- Galathealinum Kirkegaard, 1956
- Heptabrachia Ivanov, 1952
- Krampolinum
- Lamellibrachia Webb, 1969
- Lamellisabella Uschakov, 1933
- Nereilinum Ivanov, 1961
- Oasisia
- Oligobrachia Ivanov, 1957
- Osedax Rouse, Goffredi & Vrijenhoek, 2004
- Paraescarpia
- Polarsternium Smirnov, 1999
- Polybrachia Ivanov, 1952
- Ridgeia Jones, 1985
- Riftia
- Sclerolinum Southward, 1961
- Seepiophila
- Siboglinoides
- Siboglinum Caullery, 1914
- Siphonobrachia
- Spirobrachia Ivanov, 1952
- Tevnia
- Unibrachium
- Volvobrachia
- Zenkevitchiana Ivanov, 1957